# ピアノソナタ第8番 (スクリャービン)
ピアノソナタ第8番 作品66 は、アレクサンドル・スクリャービンが1912年に着手し、1913年に完成された単一楽章のピアノソナタ。

## 概要
《ピアノソナタ第10番》に遅れて完成されたため、時系列的に見ると本作がスクリャービンが完成させた最後のピアノソナタとなっている。
スクリャービン後期の作品であるため、無調ではあるが、同時期のスクリャービンの他のピアノソナタに比べてさほど不協和ではない。スクリャービンの演奏至難な作品の1つと見なされており、多くの部分で3段譜が使われている。
演奏時間は約13分前後。